# Поппи (певица)
Мора́йа Ро́уз Пере́йра (англ. Moriah Rose Pereira; род. 1 января 1995, Бостон, Массачусетс), более известная как По́ппи (Poppy) и (ранее) That Poppy, — американская певица, автор песен, ютубер. Ведёт одноимённый канал на YouTube. Выросла в Нашвилле, в штате Теннесси, а в 2014 году перебралась в Лос-Анджелес, чтобы начать свою музыкальную карьеру. Вместе с режиссёром и музыкантом Титаником Синклейром сделала несколько рекламных роликов со своим участием, которые потом выложила на YouTube.

## Ранняя жизнь
Мориа Роуз Перейра родилась в Бостоне, штат Массачусетс. Выросла в Нашвилле, штат Теннесси. Она вспоминает, что в детстве мечтала присоединиться к Rockette и занималась танцами в течение одиннадцати лет. От природы она брюнетка. Лишь половину своего образования получила в школе, где, по её словам, над ней издевались за то, что она была худой и тихой, а завершила обучение уже на дому. Идентифицирует себя как латина.

## Музыкальная карьера
До 2014 года Poppy выступала на фестивалях, посвящённых социальным сетям, включая VidCon в июне 2012 года и DigiTour в июне 2013 года. Poppy начала свою музыкальную карьеру с кавер-версий песен, которые она выкладывала на свой YouTube-канал.
В 2015 году Poppy подписала контракт с лейблом Island Records и 24 июля того же года выпустила дебютный сингл, «Lowlife». Позже в США Lowlife вошла в сборник Now That’s What I Call Music! 58. В апреле 2016 года на песню был выпущен ремикс и проигрывался на радиостанции BBC Radio. 12 февраля 2016 года на Island певица выпустила дебютный четырёхтрековый мини-альбом Bubblebath. Песня из этого мини-альбома «Money» прозвучала в телесериале «Крик», в первом эпизоде второго сезона, — «Я знаю, что вы делали прошлым летом», а также в видеоигре The Sims 4, на радиостанции «Tween Pop» для Kids Room Stuff. В 2015 году, подписав контракт с Island Records выпустила первые синглы «Lowlife» и «Everybody Wants to Be Poppy». В том же году выступила на Corona Capital Festival. В феврале 2016 года выпустила мини-альбом Bubblebath. В августе 2016 года позировала для обувного бренда Steve Madden..
В октябре 2016 года Poppy выпустила свой экспериментальный альбом с элементами эмбиент-музыки 3:36 (Music To Sleep To), сочинённый вместе с Titanic Sinclair при содействии полисомнографов Washington University School of Medicine. В ноябре 2016 года стала лицом японской торговой розничной сети Sanrio «Hello Sanrio». В феврале 2017 года снялась в нескольких видеороликах программы Comedy Central «Internet Famous with Poppy».
6 октября 2017 года на лейбле Mad Decent состоялся релиз дебютного студийного альбома Poppy Poppy.Computer. Её первый концертный тур Poppy.Computer Tour начался 19 октября в Ванкувере. Впоследствии Poppy объявила, что её второй студийный альбом «почти готов» и что она собралась в Японию, чтобы завершить его. 1 января 2018 года Синклейр в своём Твиттере подтвердил, что он и Poppy записывали в Японии альбом. В интервью японскому AWA от 11 января он заявил, что запись альбома была завершена накануне 10 января. По его словам, в нём будут отсылки на японскую и французскую культуру. Синклейр также отметил, что альбом находится под сильным влиянием vaporwave и на нём присутствуют «очень странные синтезаторные звуки».
В марте 2018 года Poppy выступила на японском фестивале поп-музыки, Popspring.
6 июля 2018 года Poppy выпустила кавер-версию песни Гэри Ньюмана «Metal» в качестве сингла на всех цифровых платформах. 27 июля она выпустила первый сингл для альбома Am I a Girl? под названием «In A Minute». 22 августа она выпустила второй сингл альбома «Time Is Up», в котором принял участие американский диджей DJ Diplo. Также на выпустила «Fashion After All» 12 октября. «Hard Feelings» был выпущен 19 октября, а «X» — 25 октября. В сентябре 2018 года Поппи объявила в социальных сетях, что она уже работает над своим третьим студийным альбомом.
30 сентября 2019 года Poppy объявила, что её третий студийный альбом под названием I Disagree будет выпущен 10 января 2020 года на Sumerian Records. Заглавная песня была выпущена как второй сингл с альбома (после «Concrete» в августе) 4 октября вместе с предварительным заказом альбома. Альбом продолжит линию металического звучания, которое уже было показано в её EP «Choke», и во второй половине «Am I a Girl?». «Bloodmoney» был выпущен в качестве третьего сингла с альбома 6 ноября 2019 года и «Fill The Crown». был выпущен как четвёртый сингл с альбома 11 декабря 2019 года.
Третий полноценный альбом Poppy I Disagree вышел 10 января 2020 года.
28 января 2020 года Поппи анонсировала свой второй графический роман «Ад Поппи», иллюстрированный Зои Торогуд и Амилкар Пинна и написанный в соавторстве с Райаном Кэди. После многочисленных задержек из-за пандемии COVID-19 он был опубликован 20 октября 2020 года вместе с альбомом-саундтреком Music to Scream To.
3 июня 2020 года Поппи выпустила кавер на хит t.A.T.u. 2002 года «All the Things She Said». Вскоре после этого была выпущена песня «Khaos x4» вместе с анонсом делюксовой версии I Disagree под названием I Disagree, I Disagree (more), позже выпущенной 14 августа. 2 октября В 2020 году Поппи подтвердила в Твиттере, что выпустит рождественский мини-альбом. 1 декабря 2020 года был выпущен мини-альбом A Very Poppy Christmas.
29 декабря Поппи объявила, что работает над альбомом, следующим за I Disagree и заявила, что он будет иметь «совершенно иное звучание», чем его предшественник.
14 марта 2021 года Поппи получила свою первую номинацию на Грэмми за лучшее металлическое исполнение за песню из I Disagree «Bloodmoney» на 63-й церемонии вручения премии Грэмми, став первой сольной исполнительницей, номинированной в этой категории. Она также исполнила главный сингл своего будущего альбома, «Eat».
21 апреля 2021 года песня Поппи «Say Cheese» из её грядущего четвёртого студийного альбома стала новой официальной музыкальной темой программы профессионального реслинга WWE NXT после её выступления на вышеупомянутом мероприятии 9 апреля.
8 июня Поппи выпустила новый EP, Eat (NXT Soundtrack). 30 июня 2021 года Поппи выпустила новую песню под названием «Her», первый сингл из её четвёртого студийного альбома. 30 июля 2021 года Поппи объявила, что её четвёртый студийный альбом под Flux выйдет 24 сентября 2021 года, и выпустила заглавный трек в качестве второго сингла к альбому. 25 августа 2021 года Поппи выпустила следующий сингл с Flux под названием «So Mean» и сопроводила его клипом. 24 сентября 2021 года Поппи выпустила остальные песни студийного альбома вместе с видеоклипами, в которых были представлены аудиозаписи песен.
В тот же день Poppy и Sumerian Records объединились с Roblox для проведения первой в истории вечеринки прослушивания и транслировали Flux на игровой платформе. Музыка из альбома была интегрирована в девять игр Roblox, начиная с 24 сентября и заканчивая 26 сентября.
11 января 2022 года Поппи выпустила новую песню «3.14». Она также анонсировала тур Never Find My Place Tour, который начался 8 марта в Сакраменто, штат Калифорния, и закончился 30 ноября в Глазго.
27 августа 2022 года на фестивале в Рединге состоялась премьера новой песни Поппи под названием «FYB» — аббревиатура от «Fuck You Back». В тот же день она анонсировала свой EP Stagger, который вышел 14 октября 2022 года. Песня «FYB» была выпущена в качестве лид-сингла EP 23 сентября 2022 года. Также было объявлено, что EP Stagger станет её дебютным и последним альбомом на Republic и Lava Records. В тот же день, когда вышел EP, было выпущено музыкальное видео на заглавную композицию.
В декабре 2022 года Поппи подтвердила, что работает над своим пятым студийным альбомом. В марте 2023 года Поппи анонсировала новую песню «Church Outfit». Песня вышла 4 апреля 2023 года и ознаменовала возвращение на Sumerian Records. 5 апреля Поппи объявила о совместном туре Godless/Goddess Tour с поп-рок группой Pvris. Тур начнется 18 августа и закончится 15 сентября, а в качестве поддержки выступят Pom Pom Squad и Томми Джинезис. 25 апреля 2023 года Поппи поделилась клипами на свою кавер-версию песни Kittie «Spit». Кавер-версия была выпущена 3 мая 2023 года. 15 июня 2023 года она вместе с Дэнни Эльфманом исполнила песню Стю Брукса «They’ll Just Love You». 19 июля 2023 г. Поппи выпустила сингл «Knockoff» и объявила о своем предстоящем пятом студийном альбоме Zig. Выход альбома состоялся 27 октября 2023 года. Третий сингл альбома «Motorbike» был выпущен 12 сентября. Четвёртый сингл альбома «Hard» был выпущен 20 октября. В ноябре Поппи была заявлена участницей на разогреве мирового тура Thirty Seconds to Mars 2024 в США. 24 января 2024 года Поппи выпустила песню «V.A.N.» в сотрудничестве с металкор-группой Bad Omens. В апреле она приняла участие в сингле Knocked Loose «Suffocate». 4 июня 2024 года Поппи выпустила сингл «New Way Out», который был спродюсирован бывшим клавишником и продюсером Bring Me the Horizon Джорданом Фишем. 17 сентября 2024 года Поппи выпустила сингл «They're All Around Us». 23 сентября 2024 года Поппи анонсировала свой предстоящий шестой студийный альбом Negative Spaces, релиз которого запланирован на 15 ноября 2024 года. 29 сентября 2024 года Поппи присоединилась к канадской метал-группе Spiritbox , чтобы исполнить их песню «Soft Spine» на фестивале Louder Than Life.  В октябре 2024 года Поппи анонсировала собственное развлекательное шоу «Improbably Poppy». Премьера шоу запланирована на 11 октября 2024 года на платформе потокового вещания «Veeps». 15 октября 2024 года Поппи выпустила две песни: «The Cost of Giving Up» и «Crystallized».

## Дело «Mars Argo» и разрыв с Титаником Синклейром
17 апреля 2018 года певица Бритни Шитс, известная также под псевдоним Mars Argo, бывшая девушка и коллега продюсера Синклейра, подала 44-страничный иск на него и певицу Poppy. По мнению Mars Argo, Синклейр создал имидж Poppy на основе её (Бритни) собственного, нарушив тем самым авторское право, а также применял к Mars Argo физическое и эмоциональное насилие после того, как они расстались и завершили совместную работу. 7 мая Poppy сделала публичное заявление, обвинив Mars Argo в попытке психологически манипулировать ей, и рассказала историю о том, как она пережила насилие.
Она назвала иск «рекламной кампанией» и «отчаянной попытки захватить себе славы». Дело Синклейра было урегулировано вне суда 14 сентября «без моральной компенсации». Шитс опубликовала заявление в январе 2019 года, что все права на Mars Argo были переданы ей как часть решения суда. Дело об авторском праве против Poppy было прекращено.
7 декабря 2019 года Poppy удалила упоминания Синклейра как режиссёра из многих своих видео на YouTube, преимущественно из 2019 года, наряду со многими музыкальными видео. Ранее она отписалась от Титаника в социальных сетях, и позже он сделал то же самое, удалив её фотографии со своих страниц в соцсетях, что означало конец их профессиональных отношений. Вскоре после прекращения сотрудничества Poppy и Синклера выяснилось, что Ghostemane и Poppy начали романтические отношения. 28 декабря Poppy сделала заявление, подтверждающее, что она и Синклейр больше не работают вместе. Она обвинила его в идеализации самоубийства и использовании этого для манипулирования ею, утверждая, что она и бывшая коллега Синклейра Mars Argo подвергались схожему между собой психологическому насилию.

## Стиль музыки
Музыкальный стиль Поппи был описан как поп, электропоп, ню-метал, данс-поп, рок, экспериментальная музыка, поп-рок, арт-поп, индастриал-метал, синти-поп, авангардный поп, бабблгам-поп, индастриал, индастриал-рок, хеви-метал и дрим-поп. Поппи назвала себя «кавайным ребёнком Барби». Она описала свой музыкальный стиль как «музыку, [которая] заставляет вас хотеть править миром». Поппи утверждает, что черпала вдохновение в таких жанрах, как J-pop и K-pop, а также регги. Она вспоминает, что начала писать музыку в 2012 году. Она рассказала Tiger Beat, что её музыкальными вдохновителями являются Синди Лопер, единороги и Элвис Пресли. Она является поклонницей Jimmy Eat World, No Doubt, Norma Jean и Blondie.

## YouTube
Канал Poppy на YouTube был создан 6 октября 2011 года, поначалу он назывался Moriah Poppy, где девушка вела свой типичный для тех лет интернет-блог, а также занималась поп- и кантри-музыкой. После все эти видео были удалены в связи сменой имиджа, а канал был переименован и заменен на Poppy.
Первое видео «новой» Poppy было загружено в ноябре 2014 года. Оно называлось Poppy Eats Cotton Candy и было снято Титаником Синклейром. По состоянию на август 2016 года она выложила 60 видео, каждое из которых имеет более 6 миллионов просмотров. Режиссёр Синклейр описывает видео как «помесь поп-арта Энди Уорхола, кошмаров Дэвида Линча и идиотизма Тима Бёртона».
Также канал певицы содержит кавер-версии песен различных исполнителей и акустические версии своих песен. В частности на канале выложена кавер-версия на песню Мака Демарко «My Kind of Woman» и акустические версии своих собственных песен: «Everybody Wants to Be Poppy» и «Lowlife». Также That Poppy имеет собственный канал на Vevo, который на данный момент имеет 20 млн просмотров.

## Личная жизнь
В 2019 начала встречаться с рэпером Ghostemane. В июле 2020 пара помолвилась. Poppy выступила в качестве директора в видеоклипах для песен Ghostemane "Lazaretto", "Hydrochloride" и креативным директором для "Fed Up". В конце 2021 Ghostemane заявил о расставании и отмены свадьбы.

## Дискография
Студийные альбомы
- Poppy.Computer (2017)
- Am I a Girl? (2018)
- I Disagree (2020)
- Flux (2021)
- Zig (2023)
- Negative Spaces (2024)

EP
- Bubblebath (2016)
- Choke[англ.] (2019)
- A Very Poppy Christmas (2020)
- EAT (NXT Soundtrack) (2021)
- Stagger[англ.] (2022)